# A Nagy Duett (hetedik évad)
A Nagy Duett című zenés show-műsor hetedik évada 2025. március 16-án vette kezdetét a TV2-n.
Az eredeti tervek szerint 2021 tavaszán visszatért volna a műsor a hetedik évaddal. Azonban a koronavírus-járvány harmadik hullámának korlátozó intézkedései miatt a csatorna elhalasztotta. Fischer Gábor 2024 novemberében bejelentette, hogy a műsor 2025 tavaszán visszatér a hetedik évaddal.
A műsorvezetők Liptai Claudia és Till Attila voltak, előbbi hatodik, utóbbi negyedik alkalommal látta el ezt a pozíciót. A zsűriben változás történt, egyedül Kasza Tibor maradt. Az új zsűritagok Szabó Zsófia, Hajós András és Horváth Tamás voltak. A Nagy Duett történetében először volt négytagú a zsűri, illetve a 2016-os negyedik évad óta először volt két műsorvezető, emellett ez volt az első olyan évad, ahol olyan énekesek is részt vettek, akik korábbi évadban is szerepeltek.
Az évadot vasárnaponként sugározta a TV2. Az évad eredetileg hét részes lett volna, azonban a nagy nézettségi sikerre való tekintettel kilenc részes volt, így a döntőre az eredeti tervekkel ellentétben április 27-e helyett május 11-én került sor, ahol a hetedik évad győztes párosa Lékai-Kiss Ramóna és Brasch Bence lettek.

## Összesített eredmény
| – A páros továbbjutott                                                           |
| – A legtöbb szavazattal rendelkező páros                                         |
| – A páros veszélyzónás volt és a zsűri, döntetlen esetén a közönség mentette meg |
| – A páros veszélyzónás volt és a zsűri nem mentette meg őket                     |
| – A páros kiesett                                                                |

| 1.  | Lékai-Kiss Ramóna    | Brasch Bence  | Továbbjutottak | Továbbjutottak        | Továbbjutottak        | Továbbjutottak        | Továbbjutottak        | Veszélyzóna           | Veszélyzóna                                                    | Veszélyzóna           | Továbbjutottak        | Megnyerték a Nagy Duettet      |                      |                      |
| 2.  | Aurelio Caversaccio  | Nótár Mary    | Továbbjutottak | Továbbjutottak        | Továbbjutottak        | Továbbjutottak        | Továbbjutottak        | Továbbjutottak        | Továbbjutottak                                                 | Továbbjutottak        | Veszélyzóna           | 2. helyezettek a Nagy Duettben |                      |                      |
| 3.  | Hegyes Bertalan      | Mihályfi Luca | Továbbjutottak | Továbbjutottak        | Továbbjutottak        | Veszélyzóna           | Továbbjutottak        | Továbbjutottak        | Továbbjutottak                                                 | Továbbjutottak        | Továbbjutottak        | 3. helyezettek a Nagy Duettben |                      |                      |
| 4.  | Visváder Tamás       | Radics Gigi   | Továbbjutottak | Továbbjutottak        | Veszélyzóna           | Veszélyzóna           | Veszélyzóna           | Veszélyzóna           | Kiestek a 6. adásban, de nézői szavazás alapján visszakerültek | Veszélyzóna           | Veszélyzóna           | Kiestek a 8. adásban           |                      |                      |
| 5.  | Sydney van den Bosch | Pető Brúnó    | Továbbjutottak | Továbbjutottak        | Továbbjutottak        | Továbbjutottak        | Veszélyzóna           | Veszélyzóna           | Veszélyzóna                                                    | Veszélyzóna           | Kiestek a 7. adásban  | Kiestek a 7. adásban           | Kiestek a 7. adásban | Kiestek a 7. adásban |
| 6.  | Gáspár Győző         | Dér Heni      | Továbbjutottak | Továbbjutottak        | Továbbjutottak        | Továbbjutottak        | Veszélyzóna           | Kiestek az 5. adásban | Kiestek az 5. adásban                                          | Kiestek az 5. adásban | Kiestek az 5. adásban | Kiestek az 5. adásban          |                      |                      |
| 7.  | Geszler Dorottya     | Stohl András  | Veszélyzóna    | Veszélyzóna           | Veszélyzóna           | Veszélyzóna           | Kiestek a 4. adásban  | Kiestek a 4. adásban  | Kiestek a 4. adásban                                           | Kiestek a 4. adásban  | Kiestek a 4. adásban  | Kiestek a 4. adásban           |                      |                      |
| 8.  | Schmuck Andor        | Sári Éva      | Továbbjutottak | Veszélyzóna           | Veszélyzóna           | Kiestek a 3. adásban  | Kiestek a 3. adásban  | Kiestek a 3. adásban  | Kiestek a 3. adásban                                           | Kiestek a 3. adásban  | Kiestek a 3. adásban  | Kiestek a 3. adásban           |                      |                      |
| 9.  | Molnár Anikó         | Nagy Feró     | Veszélyzóna    | Veszélyzóna           | Kiestek a 2. adásban  | Kiestek a 2. adásban  | Kiestek a 2. adásban  | Kiestek a 2. adásban  | Kiestek a 2. adásban                                           | Kiestek a 2. adásban  | Kiestek a 2. adásban  | Kiestek a 2. adásban           |                      |                      |
| 10. | Szorcsik Viktória    | L.L. Junior   | Veszélyzóna    | Kiestek az 1. adásban | Kiestek az 1. adásban | Kiestek az 1. adásban | Kiestek az 1. adásban | Kiestek az 1. adásban | Kiestek az 1. adásban                                          | Kiestek az 1. adásban | Kiestek az 1. adásban | Kiestek az 1. adásban          |                      |                      |

## Adások
A zsűri tagjai 1-től 10-ig pontozták a produkciókat, így a párosok összesen egy produkcióra maximálisan 40 pontot kaphattak. Az első kör lezárása után a legtöbb összesített (zsűri + nézői) szavazattal rendelkező páros automatikusan továbbjutott. Ezután indult egy második szavazási etap, melynek lezárása után három páros a veszélyzónába került, közülük egyet megment a zsűri, azonban ha a zsűri szavazatai alapján szavazategyenlőség alakul ki, a második körös nézői szavazatok döntötték el, melyik páros jut tovább. A másik kettő páros szavazatait lenullázták és közülük az a páros jutott tovább, amelyik több nézői szavazatot kapott a 3 perces villámszavazáson. 
A hatodik adás után egy nappal, április 21-én, a Tények Plusz című bulvár-magazinműsorban bejelentették a műsorvezetők, hogy az addig kiesett párosok közül egyet aznap éjfélig visszaszavazhatnak a nézők a tv2play.hu/anagyduett weboldalon. A szavazatok alapján végül Visváder Tamás és Radics Gigi térhetett vissza a versenybe, ők végül az elődöntőben estek ki és így a 4. helyen végeztek. Az elődöntőben a zsűri nem menthetett meg egy párost sem, viszont a második kör lezárása után a versenyben lévő három páros egyikének adhattak egy versenypontot, melyet hozzáadtak az addigi szavazatokhoz és ez alapján dőlt el, melyik páros jut a döntőbe. A döntőben a zsűri már nem pontozott, csak a nézői szavazatok számítottak.

### 1. adás (március 16.)
| #  | Párosok                            | Dal (eredeti előadó)                                       | Pontozás    | Pontozás    | Pontozás      | Pontozás     | Pontozás | Eredmény        |
| #  | Párosok                            | Dal (eredeti előadó)                                       | Kasza Tibor | Szabó Zsófi | Horváth Tamás | Hajós András | Összesen | Eredmény        |
| -- | ---------------------------------- | ---------------------------------------------------------- | ----------- | ----------- | ------------- | ------------ | -------- | --------------- |
| 1  | Aurelio Caversaccio és Nótár Mary  | Maria (Ricky Martin)                                       | 7           | 7           | 7             | 5            | 26       | Továbbjutottak  |
| 2  | Szorcsik Viktória és L.L. Junior   | Cryin’ (Aerosmith)                                         | 6           | 6           | 7             | 7            | 26       | Kiestek         |
| 3  | Sydney van den Bosch és Pető Brúnó | Casino Twist (Hungária)                                    | 5           | 6           | 6             | 6            | 23       | Továbbjutottak  |
| 4  | Hegyes Bertalan és Mihályfi Luca   | Hol van az a lány (DR BRS X Fekete Vonat feat Halott Pénz) | 8           | 8           | 8             | 8            | 32       | Továbbjutottak  |
| 5  | Gáspár Győző és Dér Heni           | Gyere kislány (Fehér Krisztián)                            | 6           | 7           | 7             | 6            | 26       | Továbbjutottak  |
| 6  | Geszler Dorottya és Stohl András   | Holnaptól (Bon-Bon)                                        | 5           | 6           | 6             | 6            | 23       | Utolsó előttiek |
| 7  | Visváder Tamás és Radics Gigi      | Már nem szédülök (Parno Graszt)                            | 8           | 8           | 7             | 7            | 30       | Továbbjutottak  |
| 8  | Schmuck Andor és Sári Éva          | Te rongyos élet (Csárdáskirálynő)                          | 6           | 8           | 7             | 7            | 28       | Továbbjutottak  |
| 9  | Lékai-Kiss Ramóna és Brasch Bence  | Olyan Ő (Bagossy Brothers Company)                         | 9           | 9           | 9             | 9            | 36       | Továbbjutottak  |
| 10 | Molnár Anikó és Nagy Feró          | Thunderstruck (Steve ’n’ Seagulls)                         | 7           | 6           | 7             | 7            | 27       | Továbbjutottak  |

- Extra produkciók:
  - Till Attila és Liptai Claudia – Kids
  - Gudics Máté – Mellékhatás

### 2. adás (március 23.)
| # | Párosok                            | Dal (eredeti előadó)                               | Pontozás    | Pontozás    | Pontozás      | Pontozás     | Pontozás | Eredmény        |
| # | Párosok                            | Dal (eredeti előadó)                               | Kasza Tibor | Szabó Zsófi | Horváth Tamás | Hajós András | Összesen | Eredmény        |
| - | ---------------------------------- | -------------------------------------------------- | ----------- | ----------- | ------------- | ------------ | -------- | --------------- |
| 1 | Sydney van den Bosch és Pető Brúnó | Valami Amerika még (Tóth Gabi és Csipa)            | 7           | 8           | 7             | 7            | 29       | Továbbjutottak  |
| 2 | Geszler Dorottya és Stohl András   | Koccintós (DR BRS és Varga Viktor feat. Biga)      | 7           | 6           | 7             | 7            | 27       | Továbbjutottak  |
| 3 | Schmuck Andor és Sári Éva          | Szeretni bolondulásig (Szécsi Pál)                 | 7           | 7           | 7             | 7            | 28       | Utolsó előttiek |
| 4 | Lékai-Kiss Ramóna és Brasch Bence  | Nekem férfi kell (Zoltán Erika és Patkó Béla Kiki) | 9           | 10          | 10            | 9            | 38       | Továbbjutottak  |
| 5 | Molnár Anikó és Nagy Feró          | Kismalac (Kerozin)                                 | 7           | 6           | 6             | 8            | 27       | Kiestek         |
| 6 | Aurelio Caversaccio és Nótár Mary  | Bella ciao (népdal)                                | 8           | 7           | 8             | 7            | 30       | Továbbjutottak  |
| 7 | Hegyes Bertalan és Mihályfi Luca   | Stayin' Alive (Bee Gees)                           | 10          | 10          | 9             | 9            | 38       | Továbbjutottak  |
| 8 | Visváder Tamás és Radics Gigi      | Kaposváron is feltámadt a szél (Dögös Robi)        | 9           | 7           | 8             | 6            | 30       | Továbbjutottak  |
| 9 | Gáspár Győző és Dér Heni           | Lambada (Kaoma)                                    | 8           | 7           | 9             | 10           | 34       | Továbbjutottak  |

- Extra produkciók:
  - Till Attila és Liptai Claudia – Ain't No Mountain High Enough
  - TNT – Ébren álmodtunk

### 3. adás (március 30.)
| # | Párosok                            | Dal (eredeti előadó)                     | Pontozás    | Pontozás    | Pontozás      | Pontozás     | Pontozás | Eredmény        |
| # | Párosok                            | Dal (eredeti előadó)                     | Kasza Tibor | Szabó Zsófi | Horváth Tamás | Hajós András | Összesen | Eredmény        |
| - | ---------------------------------- | ---------------------------------------- | ----------- | ----------- | ------------- | ------------ | -------- | --------------- |
| 1 | Hegyes Bertalan és Mihályfi Luca   | Úristen (VALMAR)                         | 8           | 9           | 8             | 9            | 34       | Továbbjutottak  |
| 2 | Visváder Tamás és Radics Gigi      | Sing Hallelujah! (Dr. Alban)             | 9           | 8           | 8             | 7            | 32       | Továbbjutottak  |
| 3 | Sydney van den Bosch és Pető Brúnó | Dübörög a ház (Emergency House)          | 9           | 9           | 10            | 9            | 37       | Továbbjutottak  |
| 4 | Geszler Dorottya és Stohl András   | Yo-yo (Neoton Família)                   | 8           | 9           | 8             | 8            | 33       | Utolsó előttiek |
| 5 | Gáspár Győző és Dér Heni           | Szóljon hangosan az ének (Soltész Rezső) | 8           | 8           | 9             | 9            | 34       | Továbbjutottak  |
| 6 | Schmuck Andor és Sári Éva          | Reptér (Korda György)                    | 8           | 8           | 8             | 6            | 30       | Kiestek         |
| 7 | Lékai-Kiss Ramóna és Brasch Bence  | Szilvafácska (Budapest Bár)              | 10          | 10          | 10            | 10           | 40       | Továbbjutottak  |
| 8 | Aurelio Caversaccio és Nótár Mary  | Più che puoi (Eros Ramazzotti és Cher)   | 9           | 9           | 10            | 10           | 38       | Továbbjutottak  |

- Extra produkciók:
  - Till Attila és Liptai Claudia – Shine
  - Curtis és Pély Barna – Hófehér Jaguár

### 4. adás (április 6.)
| #                | Párosok                            | Dal (eredeti előadó)                             | Pontozás    | Pontozás    | Pontozás      | Pontozás     | Pontozás | Eredmény        |
| #                | Párosok                            | Dal (eredeti előadó)                             | Kasza Tibor | Szabó Zsófi | Horváth Tamás | Hajós András | Összesen | Eredmény        |
| ---------------- | ---------------------------------- | ------------------------------------------------ | ----------- | ----------- | ------------- | ------------ | -------- | --------------- |
| 1                | Visváder Tamás és Radics Gigi      | Afrika (KFT)                                     | 8           | 9           | 10            | 9            | 36       | Továbbjutottak  |
| 2                | Lékai-Kiss Ramóna és Brasch Bence  | Pocsolyába léptem (Takáts Tamás)                 | 9           | 10          | 10            | 9            | 38       | Továbbjutottak  |
| 3                | Aurelio Caversaccio és Nótár Mary  | Szeresd a testem (Baby Sisters)                  | 10          | 9           | 10            | 7            | 36       | Továbbjutottak  |
| 4                | Geszler Dorottya és Stohl András   | Hajolj bele a hajamba (Péterfy Bori & Love Band) | 9           | 10          | 10            | 9            | 38       | Kiestek         |
| 5                | Hegyes Bertalan és Mihályfi Luca   | Csepereg az eső (Rostás Szabika)                 | 7           | 8           | 8             | 8            | 31       | Utolsó előttiek |
| 6                | Gáspár Győző és Dér Heni           | Átkozott nyár (Tóth Gabi)                        | 10          | 10          | 10            | 10           | 40       | Továbbjutottak  |
| 7                | Sydney van den Bosch és Pető Brúnó | Apuveddmeg (Wellhello)                           | 9           | 9           | 9             | 8            | 35       | Továbbjutottak  |
| Közös produkciók |                                    |                                                  |             |             |               |              |          |                 |
| 8                | Visváder Tamás és Radics Gigi      | September (Earth, Wind & Fire)                   | 10          | 9           | 9             | 8            | 36       |                 |
| 8                | Lékai-Kiss Ramóna és Brasch Bence  | September (Earth, Wind & Fire)                   | 10          | 9           | 9             | 8            | 36       |                 |
| 8                | Geszler Dorottya és Stohl András   | September (Earth, Wind & Fire)                   | 10          | 9           | 9             | 8            | 36       |                 |
| 8                | Hegyes Bertalan és Mihályfi Luca   | September (Earth, Wind & Fire)                   | 10          | 9           | 9             | 8            | 36       |                 |
| 9                | Aurelio Caversaccio és Nótár Mary  | Gangnam Style (Psy)                              | 10          | 10          | 10            | 10           | 40       |                 |
| 9                | Gáspár Győző és Dér Heni           | Gangnam Style (Psy)                              | 10          | 10          | 10            | 10           | 40       |                 |
| 9                | Sydney van den Bosch és Pető Brúnó | Gangnam Style (Psy)                              | 10          | 10          | 10            | 10           | 40       |                 |

- Extra produkció: Till Attila és Liptai Claudia – One Night Only

### 5. adás (április 13.)
| #           | Párosok                            | Dal (eredeti előadó)                            | Pontozás    | Pontozás    | Pontozás      | Pontozás     | Pontozás | Eredmény        |
| #           | Párosok                            | Dal (eredeti előadó)                            | Kasza Tibor | Szabó Zsófi | Horváth Tamás | Hajós András | Összesen | Eredmény        |
| ----------- | ---------------------------------- | ----------------------------------------------- | ----------- | ----------- | ------------- | ------------ | -------- | --------------- |
| 1           | Gáspár Győző és Dér Heni           | Balkan Barbie (Total Band)                      | 9           | 9           | 9             | 8            | 35       | Kiestek         |
| 2           | Sydney van den Bosch és Pető Brúnó | Makaróni (Hupikék törpikék)                     | 10          | 8           | 8             | 7            | 33       | Utolsó előttiek |
| 3           | Lékai-Kiss Ramóna és Brasch Bence  | Over the Rainbow (Judy Garland)                 | 9           | 10          | 9             | 10           | 38       | Továbbjutottak  |
| 4           | Hegyes Bertalan és Mihályfi Luca   | Csavard fel a szőnyeget (Modern Hungária)       | 10          | 10          | 10            | 10           | 40       | Továbbjutottak  |
| 5           | Visváder Tamás és Radics Gigi      | Költözz el (Kasza Tibor)                        | 10          | 10          | 10            | 10           | 40       | Továbbjutottak  |
| 6           | Aurelio Caversaccio és Nótár Mary  | Ringó vállú csengeri violám (Marica grófnő)     | 10          | 9           | 10            | 10           | 39       | Továbbjutottak  |
| Dupla duett |                                    |                                                 |             |             |               |              |          |                 |
| 7           | Lékai-Kiss Ramóna és Brasch Bence  | Everybody (Backstreet’s Back) (Backstreet Boys) | 10          | 10          | 10            | 9            | 39       |                 |
| 7           | Hegyes Bertalan és Mihályfi Luca   | Everybody (Backstreet’s Back) (Backstreet Boys) | 10          | 10          | 10            | 9            | 39       |                 |
| 8           | Gáspár Győző és Dér Heni           | Shallow (Lady Gaga és Bradley Cooper)           | 10          | 10          | 10            | 10           | 40       |                 |
| 8           | Visváder Tamás és Radics Gigi      | Shallow (Lady Gaga és Bradley Cooper)           | 10          | 10          | 10            | 10           | 40       |                 |
| 9           | Aurelio Caversaccio és Nótár Mary  | Balatoni láz (4F Club)                          | 10          | 10          | 9             | 9            | 38       |                 |
| 9           | Sydney van den Bosch és Pető Brúnó | Balatoni láz (4F Club)                          | 10          | 10          | 9             | 9            | 38       |                 |

- Extra produkciók:
  - Till Attila és Liptai Claudia – Born This Way
  - Kökény Attila és Rakonczai Viktor – Ha újra látlak

### 6. adás (április 20.)
| #  | Párosok                            | Dal (eredeti előadó)                                            | Pontozás    | Pontozás    | Pontozás      | Pontozás     | Pontozás | Eredmény        |
| #  | Párosok                            | Dal (eredeti előadó)                                            | Kasza Tibor | Szabó Zsófi | Horváth Tamás | Hajós András | Összesen | Eredmény        |
| -- | ---------------------------------- | --------------------------------------------------------------- | ----------- | ----------- | ------------- | ------------ | -------- | --------------- |
| 1  | Hegyes Bertalan és Mihályfi Luca   | Meglepö és mulatságos (Szatmári Orsolya) / Meddig tart (Fiesta) | 10          | 10          | 10            | 10           | 40       | Továbbjutottak  |
| 6  | Hegyes Bertalan és Mihályfi Luca   | A hegyekbe fönn (Hip Hop Boyz)                                  | 10          | 10          | 10            | 10           | 40       | Továbbjutottak  |
| 2  | Lékai-Kiss Ramóna és Brasch Bence  | Gyere őrült (Edda Művek)                                        | 10          | 10          | 10            | 10           | 40       | Továbbjutottak  |
| 7  | Lékai-Kiss Ramóna és Brasch Bence  | Egyszer (Rúzsa Magdolna)                                        | 10          | 10          | 10            | 9            | 39       | Továbbjutottak  |
| 3  | Sydney van den Bosch és Pető Brúnó | Waka Waka (This Time for Africa) (Shakira)                      | 8           | 7           | 7             | 7            | 29       | Utolsó előttiek |
| 8  | Sydney van den Bosch és Pető Brúnó | Áj láv jú (Rapülők)                                             | 9           | 9           | 8             | 8            | 34       | Utolsó előttiek |
| 4  | Visváder Tamás és Radics Gigi      | Think About the Way (ICE MC)                                    | 10          | 10          | 9             | 8            | 37       | Kiestek         |
| 9  | Visváder Tamás és Radics Gigi      | Vágyom rád / Dal a távolból (Romantic)                          | 10          | 9           | 10            | 9            | 38       | Kiestek         |
| 5  | Aurelio Caversaccio és Nótár Mary  | Az életem (T. Danny)                                            | 10          | 10          | 10            | 10           | 40       | Továbbjutottak  |
| 10 | Aurelio Caversaccio és Nótár Mary  | Umbala-umba (Váradi Roma Café)                                  | 10          | 10          | 10            | 10           | 40       | Továbbjutottak  |

- Extra produkció: Till Attila és Liptai Claudia – Waterloo

### 7. adás (április 27.)
| #  | Párosok                            | Dal (eredeti előadó)                               | Pontozás    | Pontozás    | Pontozás      | Pontozás     | Pontozás | Eredmény        |
| #  | Párosok                            | Dal (eredeti előadó)                               | Kasza Tibor | Szabó Zsófi | Horváth Tamás | Hajós András | Összesen | Eredmény        |
| -- | ---------------------------------- | -------------------------------------------------- | ----------- | ----------- | ------------- | ------------ | -------- | --------------- |
| 1  | Sydney van den Bosch és Pető Brúnó | Ellopták a biciklim (Ham Ko Ham)                   | 9           | 8           | 8             | 8            | 33       | Kiestek         |
| 6  | Sydney van den Bosch és Pető Brúnó | Aha-Aha (Bruno x Spacc)                            | 9           | 10          | 9             | 8            | 36       | Kiestek         |
| 2  | Hegyes Bertalan és Mihályfi Luca   | Létezem (R-GO)                                     | 10          | 10          | 10            | 10           | 40       | Továbbjutottak  |
| 7  | Hegyes Bertalan és Mihályfi Luca   | Rendben (Mihályfi Luca feat. Manuel)               | 10          | 10          | 9             | 10           | 39       | Továbbjutottak  |
| 3  | Aurelio Caversaccio és Nótár Mary  | Kicsi, gyere velem rózsát szedni (Cserháti Zsuzsa) | 10          | 10          | 10            | 10           | 40       | Továbbjutottak  |
| 8  | Aurelio Caversaccio és Nótár Mary  | Csigabiga / Rák egye ki (Nótár Mary)               | 10          | 10          | 10            | 10           | 40       | Továbbjutottak  |
| 4  | Lékai-Kiss Ramóna és Brasch Bence  | El kell, hogy engedj (Demjén Ferenc)               | 10          | 10          | 10            | 10           | 40       | Továbbjutottak  |
| 9  | Lékai-Kiss Ramóna és Brasch Bence  | Fogadj el így (Brasch Bence)                       | 9           | 10          | 9             | 9            | 37       | Továbbjutottak  |
| 5  | Visváder Tamás és Radics Gigi      | Santa Maria (Neoton Família)                       | 9           | 10          | 9             | 9            | 37       | Utolsó előttiek |
| 10 | Visváder Tamás és Radics Gigi      | Úgy fáj (Radics Gigi)                              | 9           | 9           | 9             | 9            | 36       | Utolsó előttiek |

- Extra produkció: Till Attila és Liptai Claudia – So What

### 8. adás – Elődöntő (május 4.)
Az elődöntőben a korábbi adásokkal ellentétben a zsűri senkit nem menthetett meg, viszont a második kör lezárása után minden zsűritag adhatott egy versenypontot egy-egy párosnak. Ezeket hozzáadták a versenypontokra átváltott nézői szavazatokat és a legtöbb versenyponttal rendelkező páros automatikusan a döntőbe jutott. Ezután a két veszélyzónás páros szavazatait lenullázták és a három perces villámszavazás alatt leadott szavazatok alapján került ki a harmadik döntős páros.
| # | Párosok                           | Dal (eredeti előadó)                             | Pontozás    | Pontozás    | Pontozás      | Pontozás     | Pontozás | Eredmény        |
| # | Párosok                           | Dal (eredeti előadó)                             | Kasza Tibor | Szabó Zsófi | Horváth Tamás | Hajós András | Összesen | Eredmény        |
| - | --------------------------------- | ------------------------------------------------ | ----------- | ----------- | ------------- | ------------ | -------- | --------------- |
| 1 | Visváder Tamás és Radics Gigi     | Uptown Funk (Mark Ronson ft. Bruno Mars)         | 10          | 10          | 9             | 9            | 38       | Kiestek         |
| 4 | Visváder Tamás és Radics Gigi     | La Vie en rose (Édith Piaf)                      | 10          | 10          | 9             | 10           | 39       | Kiestek         |
| 2 | Aurelio Caversaccio és Nótár Mary | Titkos üzenet (TNT)                              | 10          | 9           | 9             | 9            | 37       | Utolsó előttiek |
| 6 | Aurelio Caversaccio és Nótár Mary | Még nem veszíthetek (Zámbó Jimmy)                | 10          | 10          | 7             | 9            | 36       | Utolsó előttiek |
| 3 | Hegyes Bertalan és Mihályfi Luca  | Sexbomb (Tom Jones és Mousse T.)                 | 10          | 10          | 9             | 10           | 39       | Továbbjutottak  |
| 5 | Hegyes Bertalan és Mihályfi Luca  | Beggin’ (Måneskin)                               | 10          | 10          | 9             | 10           | 39       | Továbbjutottak  |
| 7 | Lékai-Kiss Ramóna és Brasch Bence | Barátok közt (Szatmári Orsolya és Som Krisztián) | 9           | 9           | 8             | 9            | 35       | Továbbjutottak  |
| 8 | Lékai-Kiss Ramóna és Brasch Bence | Pannonia (DESH, Young Fly, Azahriah)             | 10          | 10          | 10            | 10           | 40       | Továbbjutottak  |

- Extra produkciók:
  - Till Attila és Liptai Claudia – I'm Still Standing
  - Horváth Tamás – Cinege

### 9. adás – Döntő (május 11.)
A döntőben a zsűri nem pontozoztt, már csak szóban mondtak véleményt a produkciókról, a párosok sorsáról kizárólag a nézői szavazatok döntöttek. Az első kör lezárása után kihirdették az évad harmadik helyezett párosát, ezután lenullázták az első körös szavazatokat és a nézők egy második, mindent eldöntő szavazási körben dönthettek arról, hogy kik legyenek a győztes páros.
| # | Párosok                           | Dal (eredeti előadó)                                           | Eredmény       |   |                                  |                               |                |
| - | --------------------------------- | -------------------------------------------------------------- | -------------- | - | -------------------------------- | ----------------------------- | -------------- |
| # | Párosok                           | Dal (eredeti előadó)                                           | Eredmény       | 1 | Hegyes Bertalan és Mihályfi Luca | Éget a nap (Manuel és VALMAR) | 3. helyezettek |
| 3 | Bella ciao (népdal)               |                                                                |                |   | Hegyes Bertalan és Mihályfi Luca |                               | 3. helyezettek |
| 2 | Aurelio Caversaccio és Nótár Mary | Mert a nézését, meg a járását (Grófo-Kozák László)             | 2. helyezettek |   |                                  |                               |                |
| 4 | Aurelio Caversaccio és Nótár Mary | Hol van az a lány (DR BRS X Fekete Vonat feat Halott Pénz)     | 2. helyezettek |   |                                  |                               |                |
| 5 | Lékai-Kiss Ramóna és Brasch Bence | Kislány a zongoránál (Koós János)                              | 1. helyezettek |   |                                  |                               |                |
| 6 | Lékai-Kiss Ramóna és Brasch Bence | Gyere kislány (Fehér Krisztián) / Acalari bomba (Bangó Margit) | 1. helyezettek |   |                                  |                               |                |

- Extra produkciók:
  - Till Attila és Liptai Claudia – The Greatest Showman
  - Sydney van den Bosch és Pető Brúnó – Belehalok
  - Visváder Tamás és Radics Gigi – It's Raining Men
  - Gáspár Győző és Dér Heni – Nélküled
  - Papp Máté Bence és Tóth Gabi

## Nézettség
A +4-es adatok a teljes lakosságra, a 18–59-es adatok a célközönségre vonatkoznak. A táblázat csak a TV2 által főműsoridőben sugárzott adások adatait mutatja.
| Epizód  | Vetítés           | Teljes lakosság (+4) | Teljes lakosság (+4) | Teljes lakosság (+4) | Célközönség (18–59) | Célközönség (18–59) | Célközönség (18–59) | Forrás |
| Epizód  | Vetítés           | AMR (fő)             | SHR (%)              | Heti helyezés        | AMR (fő)            | SHR (%)             | Heti helyezés       | Forrás |
| ------- | ----------------- | -------------------- | -------------------- | -------------------- | ------------------- | ------------------- | ------------------- | ------ |
| 1. adás | 2025. március 16. | 757 070              | 19,6                 | 3.                   | 347 125             | 17,2                | 3.                  | [ 6 ]  |
| 2. adás | 2025. március 23. | 719 691              | 18,7                 | 4.                   | 297 620             | 15,0                | 5.                  | [ 7 ]  |
| 3. adás | 2025. március 30. | 734 693              | 18,0                 | 2.                   | 315 019             | 15,0                | 3.                  | [ 8 ]  |
| 4. adás | 2025. április 6.  | 723 929              | 18,4                 | 3.                   | 309 910             | 15,2                | 4.                  | [ 9 ]  |
| 5. adás | 2025. április 13. | 722 466              | 19,1                 | 1.                   | 310 602             | 16,2                | 3.                  | [ 10 ] |
| 6. adás | 2025. április 20. | 687 466              | 20,8                 | 3.                   | 296 968             | 16,3                | 3.                  | [ 11 ] |
| 7. adás | 2025. április 27. | 711 581              | 19,2                 | 1.                   | 305 716             | 16,3                | 1.                  | [ 12 ] |
| 8. adás | 2025. május 4.    | 679 557              | 19,4                 | 1.                   | 290 169             | 15,6                | 1.                  | [ 13 ] |
| 9. adás | 2025. május 11.   |                      |                      |                      |                     |                     |                     |        |